# Knik River
Knik River é uma Região censo-designada localizada no estado americano de Alasca, no Distrito de Matanuska-Susitna.

## Demografia
Segundo o censo americano de 2000, a sua população era de 582 habitantes.

## Geografia
De acordo com o United States Census Bureau, a localidade tem uma área de 241,3 km², dos quais 234,2 km² cobertos por terra e 7,1 km² cobertos por água.

## Localidades na vizinhança
O diagrama seguinte representa as localidades num raio de 24 km ao redor de Knik River.